# 鄭允謨
鄭允謨（?—?），唐朝官员，出自荥阳郑氏，唐德宗时宰相鄭餘慶的孙子，鄭澣之长子，鄭茂諶、鄭處誨、郑从谠的哥哥。
鄭允谟以荫官历任台省，历任蜀州（今四川省崇州市）、彭州（今四川省彭州市）、濠州（今安徽省凤阳县）、晋州（今山西省临汾市）、宋州（今河南省商丘市）刺史，官至太子右庶子。《全唐诗·卷五百六十》薛能有《蜀州鄭使君寄鳥嘴茶因以贈答八韻》。